# Дамбула
Златният храм Дамбула (на синхалски: දඹුල්ල; на тамилски: தம்புள்ளை) е голям будистки пещерен храм от I век пр.н.е., издълбан в скалата, с множество статуи на Сидхарта Гаутама Буда. Каменният храм на Спящия Буда е най-големият пещерен храм в Южна Азия. Храмът е свещено място за поклонение в продължение на 22 века. Намира се в град Дамбула, Централна провинция на Шри Ланка.

## История и описание
Произходът на храма е свързан с бягството на Раджа Ватагамани Абхая, който е детрониран от управлението на Анурадхапура през 104 г. пр.н.е. от тамилите и намира убежище в Дамбула. След като е възстановен на трона си, създава пещерния комплекс. В създаването на пещерния храмов комплекс са участвали много владетели на острова в продължение на векове. Храмовият комплекс се състои от няколко пещери, разположени на надморска височина от 350 метра, и множество ниши, чиято повърхност е изписана с будистки стенописи.
Разположен на живописен планински връх, покрит с гора. Храмът има 5 основни пещери и останките от 25 скални килии. В различните пещери са запазени 153 статуи на Буда, 3 статуи на крале на Шри Ланка, 4 статуи на богове и богини. Будистките стенописи са с обща площ от 2100 м². В храма се съхранява най-голямата колекция от статуи на Буда, много от които са на възраст над 2000 години. 73 статуи са покрити със злато, поради което храмът е наречен „Златен“.
Всяка от петте пещери има свое име:
- Девараджалена. В пещерата има 14-метрова статуя на лежащ Буда с ученика Ананда в краката му. Има и четири статуи на Буда и статуя на бога Вишну. Отвън пещерата е до параклиса на бог Вишну.
- Махараджалена. Най-голямата пещера, в която се намира ступа, заобиколена от 11 скулптури на Буда в състояние на медитация. В пещерата има много други скулптури.
- Маха Алут Вихарай. В пещерата с размери 27×10 м има 56 статуи, включително спящ 9-метров Буда, 13 статуи на Буда в положение на лотос и 42 стоящи. На тавана са изрисувани 1000 изображения на Буда в състояние на медитация.
- Пачхима Вихарай. Пещерата е с размери 16х8×8 м с малка ступа в центъра.
- Деван Алут Вихарай. Малка пещера, която преди се е използвала като склад. Съдържа 11 статуи на Буда, както и статуи на боговете Вишну, Катарагама и местния бог Деват Бандара.

През 1991 г. Златният храм „Дамбула“ е вписан в Списъка на световното културно и природно наследство на ЮНЕСКО.
В близост до пещерния храмов комплекс има триетажен будистки музей, над който има златна статуя на Буда. Строежът на статуята започва през 1998 г. и е завършен през 2001 г. Той е направен с бетон и тухли и след това покрит със злато. Буда е в позата „Dhamma Chakka“ (Колелото на закона). Това е най-големият Буда в света в тази поза.
- Изглед към пещерния храмов комплекс
- Статуя на лежащия Буда
- Статуи на Буда
- Златният Буда и будисткият музей в Дамбула